# Kärdla
Kärdla  (in tedesco Kertell, in svedese Kärrdal, in russo Кярдла?) è un ex comune dell'Estonia; classificato come comune urbano, era capoluogo della contea di Hiiumaa, nell'Estonia nord-occidentale.
Nell'ottobre 2013 è stato soppresso e accorpato con Kõrgessaare per costituire il comune di Hiiu, che a sua volta nel 2017 è entrato a far parte del comune rurale di Hiiumaa.

## Storia
Affacciata sul Mar Baltico lungo la costa nord-orientale dell'isola di Hiiumaa, sorse nella prima metà dell'Ottocento attorno ad un'industria tessile edificata nel 1829.

## Infrastrutture e trasporti
Il centro abitato è servito da un piccolo aeroporto che sorge a circa 4 km dal centro cittadino.